# 968
| Calendário gregoriano                                                        | 968 CMLXVIII                                          |
| Ab urbe condita                                                              | 1721                                                  |
| Calendário arménio                                                           | 417 – 418                                             |
| Calendário bahá'í                                                            | -876 – -875                                           |
| Calendário budista                                                           | 1512                                                  |
| Calendário chinês                                                            | 3664 – 3665 Início a 2 de fevereiro (aproximadamente) |
| Calendário copta                                                             | 684 – 685                                             |
| Calendário etíope                                                            | 960 – 961                                             |
| Calendários hindus - Vikram Samvat - Calendário nacional indiano - Cáli Iuga | 1023 – 1024 889 – 890 4068 – 4069                     |
| Calendário Holoceno                                                          | 10968                                                 |
| Calendário islâmico                                                          | 357 – 358                                             |
| Calendário judaico                                                           | 4728 – 4729                                           |
| Calendário persa                                                             | 346 – 347                                             |
| Calendário rúnico                                                            | 1218                                                  |
| Calendário solar tailandês                                                   | 1511                                                  |

968 (CMLXVIII na numeração romana) foi um ano bissexto do século X do Calendário Juliano, da Era de Cristo, teve início a uma quarta-feira e terminou a uma quinta-feira e as suas letras dominicais foram E e D (53 semanas).
No território que viria a ser o reino de Portugal estava em vigor a Era de César que já contava 1006 anos.
| Ano completo                           |
| -------------------------------------- |
| Ano bissexto com início à quarta-feira |

## Eventos
- A fundação do primeiro episcopado polaco em Poznan. O bispo torna-se Jordan (provavelmente italiano).

## Nascimentos
- Rei Etelredo II de Inglaterra.
- Kazan, 65º imperador do Japão.

## Mortes
- Roberto I de Vermandois n. 910, Conde de Vermandois e Troyes.
- Mumadona Dias, condessa de Portugal falecida depois de dezembro deste ano.